# Lasva
Lasva è un comune rurale dell'Estonia meridionale, nella contea di Võrumaa. Il centro amministrativo è l'omonima località (in estone küla).

## Geografia antropica

### Località
Oltre al capoluogo il comune comprende altre 35 località:
Andsumäe - Hellekunnu - Husari - Kääpa - Kaku - Kannu - Kõrgessaare - Kühmamäe - Lasva - Lauga - Lehemetsa - Listaku - Madala - Mäessaare - Mõrgi - Nõnova - Noodasküla - Oleski - Otsa - Paidra - Pässä - Peraküla - Pikakannu - Pikasilla - Pille - Pindi - Puusepa - Rusima - Saaremaa - Sooküla - Tammsaare - Tiri - Tohkri - Tsolgo - Tüütsmäe - Villa - Voki-Tamme